# Blabia banga
Blabia banga är en skalbaggsart som beskrevs av Maria Helena M. Galileo och Martins 1998. Blabia banga ingår i släktet Blabia och familjen långhorningar. Inga underarter finns listade.